# Farbror
En persons farbror er bror til personens far. På dansk bruges ofte betegnelsen onkel bredt om alle mandlige personer, der er brødre til en persons forældre eller gift med en søster til en af forældrene.
På svensk anvendes betegnelsen "farbror" endvidere mere generelt om en ældre mand i tiltale.